# محمية تشينغهاي هوه شيل الطبيعية الوطنية
تقع محمية تشينغهاي هوه شيل الطبيعية الوطنية في الجزء الشمالي الغربي من مقاطعة تشينغهاي، بالقرب من حدود شينجيانغ والتبت.
يبلغ إجمالي مساحتها 45 ألف كيلو متر مربع، وهي إحدى أفضل المناطق من حيث حماية البيئة الأيكولوجية البدائية بالعالم، كما أنها إحدى أكبر المحميات الصينية من حيث المساحة والارتفاع عن مستوى سطح البحر وعدد الحيوانات البرية. ومناخها وظروفها الطبيعية سيئة وقاسية حيث يصعب على الإنسان العيش فيها وقتا طويلا، فتسمى بـ«القطب الثالث في العالم»، و«المنطقة المحرمة الحياة فيها». الأمر الذي هيأ ظروفا فريدة لعيش الحيوانات البرية الهضبية، فأصبحت «فردوسا للحيوانات البرية».
يقع إقليم كهكهشيلي في أعماق هضبة تشينغتسانغ (تشينغهاي- التبت)، ويبلغ معدل ارتفاعه عن مستوي سطح البحر أكثر من 4600 متر، ويبلغ أعلاه 6860 مترا وأدناه 4200 متر. التضاريس داخل المحمية مرتفعة في الشمال والجنوب، ومنخفضة في الوسط، ومرتفعة في الغرب ومنخفضة في الشرق. يتخلل وسطها جبل كهكهشيكي وجبل دونبوله، وتمتد بين الجبلين منطقتان مستويتان نسبيا بها وديان واسعة وبحيرات. يًُرى في الجبال التي ترتفع ما بين 5500 وأكثر من 6000 متر، بوادر أنهار جليدية حديثة، ويبلغ إجمالي مساحتها أكثر من 1700 كيلو مترمربع.
المحمية هي ملتقي للبحيرات الداخلية على هضبة تشيانغتان وروافد المنبع الشمالي لنهر اليانغتسي. وتتشكل مصادر المياه بشرقيها من مياه الأمطار والمياه الجوفية، وتعتبر كمية المياه قليلة نسبيا، والأنهار موسمية دائما. توجد البحيرات الداخلية في غربيها وشماليها، ويقع في شمال شرقي منطقة البحيرات الداخلية على هضبة تشيانغتانغ، عدد لا يحصى من البحيرات، حيث بلغ عدد البحيرات التي تبلغ مساحة كل منها أكثر من كيلومتر مربع 107، وبلغ إجمالي مساحتها 3825 كيلو متر مربع، و7 بحيرات منها تتجاوز مساحة كل منها 200 كيلو متر. يتميز المناخ هنا بانخفاض درجات الحرارة وقلة مياه الأمطار وكثرة العواصف والتباين المناخي الكبير.

## الحياة الأحيائية في المحمية
في المحمية قليل من أنواع المناطق الأحيائية، بينما نجد نسبة الأنواع الخاصة بهضبة تشينغتسانغ كبيرة، بل حجم كل منها كبير أيضاً. بعد سنوات عديدة من الاستطلاع، تم اكتشاف 29 نوعا من الثدييات، و11 نوعا منها تنتمي إلى الأنواع الموجودة في هضبة تشينغتسانغ وحدها، 53 نوعا من الطيور، نوع واحد من الزواحف، 6 أنواع من الأسماك. وتوجد 202 نوع من 102 سلالة من نباتات المناطق المرتفعة، و84 نوعا تنمو في هضبة تشينغتسانغ وحدها، تشكل 41.56% من إجمالي أنواع النباتات في المحمية. ولا تنتمي أنواع الأحياء الخاصة بالمحمية الي الحيوانات والنباتات النادرة والنفيسة بالصين فحسب، بل تحتل مكانة مرموقة بالعالم، وجميعها ذات أهمية في البحوث الأكاديمية وفي حماية الطبيعة. منذ إنشائها، لقيت المحمية اهتماما وتفهُما ودعما اجتماعيا واسعا لحماية الظبي التبتي وغيره من الحيوانات البرية النفيسة والبيئة الأيكولوجية. وبفضل دعم ومشاركة الأوساط الاجتماعية المختلفة في الأعمال الحكومية لحماية البيئة الأيكولوجية والأنواع الأحيائية المشرفة على الانقراض، حققت حماية الظبي التبتي وبيئة حياته في كهكهشيلي نتائج ملحوظة.